# Aprosphylus hybridus
Aprosphylus hybridus är en insektsart som beskrevs av Francois Jules Pictet de la Rive 1888. Aprosphylus hybridus ingår i släktet Aprosphylus och familjen vårtbitare. Inga underarter finns listade i Catalogue of Life.